# بخش نانتوا
بخش نانتوا (به فرانسوی: Arrondissement de Nantua) یک بخش در فرانسه است که در ان واقع شده‌است.